# 阿贾伊·戈雅尔
阿贾伊·戈雅尔（英語：Ajay Goyal，1965年7月12日—）是禅中度假村的创始人，所有者和负责人。Ajay Goyal于1998年至2005年期间，担任The_Russia_Journal报业集团的出版人和主编。于此同时，他也是一位慈善家，公众演说家，以及连续创业者。

## 早期生活及求学时代
Ajay Goyal出生于印度哈里亚纳邦古鲁格舍德拉的著名学者家庭。他的父亲J.B.Goyal博士是印度古鲁格舍德拉大学艺术与语言学院院长，撰写出版了28本关于印度文学和锡克教的书籍。他的母亲也是位大学教授，拥有文学博士学位。 
Ajay Goyal于1986年以优等成绩毕业于印度理工学院机械工程技术专业，获得工程学学士学位。

## 事业发展
1987年，Ajay Goyal在印度电视台开始了他的职业生涯，他是多档智力竞赛节目和青年及文艺节目的主持人。同年，他第一次访问俄罗斯。他同期就职于财富国际有限公司。之后他加入Mekaster公司，负责对东欧市场的出口工作。 
1989年，在印度电视台工作3年后，Ajay Goyal离开前往俄罗斯，成为对销贸易公司Norasco的合伙人及后来的唯一拥有人。Norasco是一架私募股权投资和对销贸易公司，在全球6个国家拥有240名员工。在此期间，Ajay Goyal在俄罗斯、乌克兰、印度和欧洲成立了8家企业。 
1997年，出于对俄罗斯经济以及过热的西方投资的担忧，Ajay Goyal在清盘或出售了他在俄罗斯的资产后，前往哈佛大学国际发展研究所（HIID）进修。
因为与哈佛大学国际发展研究所主任杰弗里·萨克斯在俄罗斯援助计划问题上的意见分歧，Ajay Goyal没有完成他在哈佛的学习。2000年，该中心解散。Mr.Ajay Goyal回到俄罗斯开始新的发展。 
1998年Ajay Goyal成立The Russia Journal报业集团，该报纸每周一期，销售和发行范围覆盖整个欧洲，在莫斯科和华盛顿两地出版。从1998年到2005年期间，他一直担任该报纸的发行人和主编。The Russia Journal调查俄罗斯寡头和企业，也因此这张报纸以其大胆和不妥协的报道风格而闻名。Ajay Goyal本人也是其主管媒体报道风格的体现，他针对当时俄罗斯最大的纸媒公司提出了反垄断诉讼。自由的新闻报道也让Ajay Goyal的报纸成为了俄罗斯寡头威胁和诉讼的目标。在他担任The Russia Journal发行人期间，他一直是美国著名作家，记者Matt_Taibbi挑衅和讽刺的对象，最后Ajay Goyal雇佣了Matti Taibbi成为The Russia Journal的专栏作家，并允许他自由地在报纸上发表针对Ajay Goyal本人的批评文章。Ajay Goyal和他的报纸同样受到了Mike McFaul的诉讼威胁，Mike McFaul是美国现任驻俄罗斯大使，前斯坦福大学教授。 
与此同时，Ajay Goyal接着在新闻、分类广告、娱乐以及求职招聘领域建立了多家市场领先的互联网公司。1999年，他推出了俄罗斯分类信息网站 Loot.ru，2005年他成立了俄罗斯在线招聘信息门户网站Theleader.ru, 之后又出版了俄罗斯抵押贷款杂志Kakaya Ipoteka。2000年Ajay Goyal担任俄罗斯软件公司联盟俄罗斯数字联盟的创始负责人。 
在2005年，预感到政治环境即将发生的变化，和对外国投资者的潜在风险，Ajay Goyal开始出售自己的媒体资产，并再次离开俄罗斯。随后他进入电影行业，通过Norasco影视有限公司投资了一系列电影和剧本版权。 
经过5年时间在12个国家的深入研究和考察，2011年，Ajay Goyal开始筹备禅中Zening度假村，目标在欧洲塞浦路斯建立一处灵性度假胜地。禅中Zening （页面存档备份，存于）度假村位于塞浦路斯帕福斯区的波利斯·克里索乔斯，正对拉基码头，是一个生态友好、可持续的度假胜地。禅中Zening一共有145栋豪华别墅，并提供瑜伽、冥想、排毒、水疗及关注身心健康的各种学习课程。禅中Zening是欧洲第一家专注于瑜伽、冥想和身心健康的度假胜地，并被国际著名旅游杂志《旅行者》(Condé Nast Traveller)誉为“欧洲领先的健康度假村”。
禅中Zening在2013年7月正式对外开业，这也象征着该度假村的一个重要发展历程，在此之前因为各种障碍，度假村多次被迫延期开业，最终Ajay Goyal在总统府针对外国投资人在塞浦路斯遭遇的投资问题进行了主题发言。
在建立禅中Zening之前，Ajay Goyal在塞浦路斯已有许多成功的投资，其中包括位于利马索尔的餐厅，与印度夏赫娜兹·侯赛因合作的塞浦路斯第一家全天然的草本美容水疗中心。

## 慈善与公益
2007年，在伦敦的印度节期间，Ajay Goyal成立了“甘地的伦敦”社会团队。这一组织为伦敦的游客策划准备了圣雄甘地的伦敦地标之旅。
Ajay Goyal也是气候变化和绿色环保措施的倡导者，他为不少印度高层领导人提供发展问题的咨询建议。在2009年联合国气候变化大会（COP15）期间，他为ABC newslive，一家总部位于昌迪加尔的印度在线新闻网站进行大会的现场报道。

## 著作
Ajay Goyal是Uncovering Russia一书的作者，
该书包括了他本人的文章及The Russia Journal的分析评论。他总共撰写了100多篇关于俄罗斯经济、商业和政治格局的文章和报告。